# アルツール・フリーデンライヒ
アルツール・フリーデンライヒ（Arthur Friedenreich、1892年7月18日 - 1969年9月6日）は、ブラジル出身のサッカー選手。史上最多の生涯通算1329ゴールを挙げた伝説的ストライカー。ブラジル代表史上初の黒人選手でもあった。

## 経歴
ドイツ人の父とアフリカ系ブラジル人の母の間に生まれたムラート。1914年に白人以外で初めてブラジル代表に選出される。1919年のコパ・アメリカ決勝では、当時世界トップクラスにあったウルグアイ代表を降す決勝ゴールを挙げ、大会初優勝に貢献。この勝利はブラジルの人々の目を本格的にサッカーに向けさせるきっかけとなり、今日のサッカー王国ブラジルが築かれる端緒となったという点でも歴史的なものであった。チグリ（虎）のニックネームは、この時にウルグアイ人が呼び始めたのが始まりである。
他の選手が白人で上流階級の子息ばかりだった中、フリーデンライヒは激しい差別を受け続け（当時、黒人選手への反則は見逃されるという不文律も存在した）、その出自を隠すため髪をポマードで撫でつけ、さらにその上からネットキャップを被ってプレーをした。このような状況はムラートであり、自身を白人であると認識していた彼にとっては耐え難いものであった。
43歳まで現役を続け、1934年に引退。
通算1329ゴールはペレの1281ゴールを上回る史上最多ゴール数であるが、そのキャリアを通じほぼ無報酬でプレーを続け、サッカーから得た目立った報酬は一軒の家のみだった。
フリーデンライヒはサッカーの生涯通算最多得点数歴代1位としてギネス世界記録に掲載されている。
1969年に死去。ペレがフリーデンライヒに続く通算1000ゴールを達成する3ヶ月前の事であった。

## 所属クラブ
- SCジェルマーニア 1909
- CAイピランガ 1910
- SCジェルマーニア 1911
- AAマッケンジー 1912
- CAイピランガ 1913-1915
- CAパウリスターノ 1916
- CAイピランガ 1917
- CAパウリスターノ 1918-1929
- サンパウロ・ダ・フロレスタ 1929-1931
- フラメンゴ 1931-1935